# 夫蒙靈詧
夫蒙靈詧（？—756年）唐玄宗時期的軍人。西羌出身。文獻記載夫蒙靈察、馬靈詧。
在吐蕃與突厥的戰爭中立有战功，曾出任河西節度使。

## 經歷
開元二十七年（739年），出任疏勒（今新疆喀什市）鎮守使。
小勃律國被吐蕃招降，西北20余國受到吐蕃控制，往唐朝朝貢的使者中斷，夫蒙靈詧率领討伐軍進行討伐，未成功。
天寶三年五月（744年），河西節度使夫蒙靈詧征討突騎施的莫賀達干，夫蒙靈詧把莫賀達干殺掉了。之後請立黑姓伊裡底蜜施骨咄祿毘伽；同年六月甲辰，冊拜骨咄祿毘伽為十姓可汗。
天寶六年八月，高仙芝俘虜了勃律王及公主趣赤佛堂路班師。同年九月，復至婆勒川連雲堡，與邊令诚等人相見。九月底，夫蒙靈詧回到播密川，高仙芝令刘单草擬告捷書，并派遣中使判官王廷芳告捷。當高仙芝部隊回到河西時，夫蒙靈詧沒有慰勞，反而因高仙芝擅自派人草拟捷报一事对高仙芝等人破口大骂，并命令刘单重新草拟捷报。天宝七年六月，高仙芝被任命為鴻臚卿、攝御史中丞，并由高仙芝代夫蒙靈詧為河西四鎮節度使，夫蒙靈詧则被征召入朝。这让夫蒙靈詧非常害怕。
天寶十四年（755年），安史之亂爆發。
至德元年（756年），夫蒙靈詧就任安東都護府副都護、保定軍節度使。遭接受叛軍招降的副使呂知誨算計遇害。
子夫蒙鍠（756年—800年），参与平定幽州节度使朱泚、朔方节度使李怀光叛乱，官至左神威軍正將、元從奉天定難功臣、輔國大將軍、兼試太子賓客、上柱国、武威郡開國侯、食邑一千戶。夫人颍川许氏，有子夫蒙晌。

## 脚注
1. ↑  「啖狗腸高麗奴！啖狗屎高麗奴！于闐使誰與汝奏得？」高仙芝答：「中丞。」「焉耆鎮守使誰邊得？」高答：「中丞。」「安西副都護使誰邊得？」高答：「中丞。」「安西都知兵馬使誰邊得？」高答：「中丞。」靈察曰：「此既皆我所奏，安得不待我處分懸奏捷書！據高麗奴此罪，合當斬，但緣新立大功，不欲處置。」又謂劉單曰：「聞爾能作捷書。」單恐懼請罪。邊令誠具奏其狀曰：「仙芝立奇功，今將憂死。」
2. ↑  《唐故左神威軍正將元從奉天定難功臣輔國大將軍兼試太子賓客武威郡開國侯食邑一千戶上柱國夫蒙（鍠）府君墓誌銘并序》